# الولجة (ولاية خنشلة)
تقع بلدية الولجة في الجنوب الغربي لولاية خنشلة وتعتبر نقطة تلاقي للولايات خنشلة، بسكرة، وباتنة، يقطنها 3368 نسمة وتتربع على مساحة إجمالية تقدر بـ (366كم2)، مختلفة التضاريس يكسوها غطاء نباتي متنوع من أشجار النخيل والزيتون المنتشرة على ضفاف واد العرب والأشجار الغابية المتمثلة في الصنوبر الحلبي والعرعار والبلوط والتي تغطي مساحات شاسعة تقدر بآلآف الهكتارات شمال إقليم البلدية، وهذه بعض الصور لبلدية لولجة

## وصلات خارجية
مدونة الولجة